# Пјана дел Салто (Асти)
Пјана дел Салто је насеље у Италији у округу Асти, региону Пијемонт.
Према процени из 2011. у насељу је живело 67 становника. Насеље се налази на надморској висини од 223 м.